# Crisi austro-olandese
L'espressione Crisi austro-olandese (1781-85) si riferisce da una complessa serie di manovre diplomatiche e militari, messe in opera dall'Imperatore Giuseppe II, fra il 1781 ed il 1785, per affrancare i Paesi Bassi austriaci dai notevoli diritti di ingerenza posseduti dalle Province Unite (allora impegnate nella quarta guerra anglo-olandese), che menomavano assai gravemente la sovranità della casa imperiale. Ottenuto il risultato, Giuseppe II fu libero di dare avvio ad un programma di riforme interne, che provocarono la cosiddetta Rivoluzione del Brabante.

## La sovranità limitata degli Asburgo d'Austria nei Paesi Bassi

### Garanzie internazionali ai privilegi dei Paesi Bassi cattolici
I Paesi Bassi cattolici passarono agli Asburgo d'Austria, nel 1714, con il Pace di Rastatt (parte della Pace di Utrecht). Questo stesso trattato prevedeva che le Comunità e gli Abitanti saranno conservati nel godimento di privilegi, prerogative, costumi, esenzioni, diritti, concessioni, comuni e particolari, incarichi ed uffici ereditari, che essi possedevano alla morte di Carlo II di Spagna ovvero, per quei territori ceduti dal Re Sole, al momento di detta cessione. Parimenti, i benefici ecclesiastici … di sorta che nessuno le possa o debba mai minacciare od impedire nel loro possesso o legittima amministrazione.
Per soprannumero, un anno più tardi venne formalizzato il Terzo Trattato della Barriera, con il quale le Province Unite, impegnavano l'Imperatore al totale rispetto degli Stati Provinciali per sempre … senza alcuna innovazione, dovendo essi decidere per il maggior bene della Provincia e non dell'Impero, avendo essi potere di veto su ogni contribuzione, taglia, carico o imposta o domanda, sotto qualsiasi nome o pretesto che sia; che tutti i privilegi, tutte le carte generali o particolari, tutte le giurisdizioni secolari, superiori od inferiori, saranno mantenute in tutta la loro estensione, per finire specificando che l'Imperatore avrà la bontà di giurare agli Stati Provinciali l'osservanza dei diritti, franchigie, libertà, privilegi, carte, costumi, usi e prerogative … come si trovavano dopo la riunione' ai suoi stati.

### Le fortezze della 'Barriera'
Lo stesso Terzo trattato della Barriera impegnava, per giunta, gli Asburgo a riconoscere alle Province Unite il diritto di guarnigione (esclusiva o congiunta) in otto delle principali piazzeforti dei Paesi Bassi cattolici. Tale diritto era stato concepito in funzione squisitamente anti-francese, ma non era previsto alcun collegamento fra il persistere di tale minaccia ed il mantenimento delle guarnigioni.

### La chiusura del porto di Anversa
Infine, l'art. XXVI del Terzo trattato della Barriera imponeva all'Imperatore di accettare che le Province Unite continuassero l'ormai più che cinquantennale blocco alla navigazione della Schelda, la principale via di comunicazione dei Paesi Bassi cattolici, che serviva i porti di Gand e, soprattutto, Anversa, rovinandone i commerci, a tutto vantaggio dei porti delle Sette Province Unite. Tale gravosa imposizione pesava sulle province cattoliche de iure sin dall'art.14 del Trattato di Münster del 1648 benché il primo blocco risalisse, addirittura, al 1585.

### Il blocco allo sviluppo commerciale
Gli Asburgo d'Austria fecero almeno un tentativo di sottrarre quelle loro provincie dall'asservimento olandese: sin dal 1717 Carlo VI fondò una 'Compagnia di Ostenda', per farle partecipare ai commerci con le Indie, saltando l'intermediazione olandese.
Il tentativo, tuttavia, sfidava i vitali interessi delle ancora potenti Province Unite e, per giunta, quelli commerciali dell'Inghilterra. Ne derivò una crisi diplomatica, sostenuta dalle pressioni della Compagnia olandese ed inglese delle Indie Orientali. Mentre troppo distanti erano gli interessi vitali della corte di Vienna. Sicché, nel maggio 1727, Carlo VI accettò di sospendere la Compagnia, per poi cancellarla. Una conclusione sancita dal cosiddetto Secondo Trattato di Vienna.
Cosicché un ulteriore vincolo internazionale giunse ad aggravare ulteriormente i vincoli allo sviluppo dei Paesi Bassi cattolici.

## Ai margini degli interessi della casa d'Austria

### Un possedimento a sovranità fortemente limitata
Complessivamente, quindi, la sovranità degli Asburgo d'Austria era assai limitata. A tutto vantaggio, in particolare, delle Province Unite la cui mano si stendeva du una parte del Belgio per tenerlo immobile sotto di sé e paralizzarlo in tutte le sue funzioni vitali … ridotto ad un'esistenza meramente interna, provinciale e comunale. Con l'aggravante che tutte queste limitazioni erano sancite da trattati internazionali che garantivano a tutte le maggiori potenze europee il diritto formale di intervenire in caso di ogni modifica che fosse: cosicché i 'diritti' delle Province Unite costituivano una sorta di servitù di diritto pubblico … esisteva una sorta di rapporto feudale fra Olandesi e Belgi.

### Il primo tentativo di scambiare i Paesi Bassi per la Baviera
L'apparente impossibilità di sbloccare tale situazione, pose tali territori ai margini dagli interessi della casa imperiale. Talmente ai margini da suggerire a Maria Teresa di accettare una rischiosa proposta di scambio: l'offerta venne, nel 1777, dal nuovo Duca di Baviera, Carlo Teodoro di Wittelsbach, succeduto in quell'anno a Massimiliano III Giuseppe. Questi aveva subito proposto a Vienna di scambiare il trono di Monaco con quello dei Paesi Bassi austriaci, accompagnato da una corona reale che l'Imperatore aveva, certamente, il potere di assegnare.
Tale scambio, però, avrebbe significativamente rafforzato il predominio asburgico nella Germania meridionale. Tanto da indurre Federico il Grande ad invocare una minaccia all'equilibrio e alla costituzione dell'Impero, per poi dare inizio alla cosiddetta Guerra di Successione Bavarese (1778-79), conclusa con la Pace di Teschen, che, sostanzialmente, ristabiliva lo status quo.

## L'azione di Giuseppe II contro le Province Unite

### La visita di Giuseppe II nei paesi Bassi cattolici
Tale fallimento, indusse, finalmente, gli Asburgo a porre una rinnovata attenzione alle neglette provincie, per la prima volta dopo il fallimento di Carlo VI. Ciò significava, anzitutto, tentare di ridurre i diritti olandesi.
Nel 1781 (appena un anno dopo la morte della madre e predecessore Maria Teresa), l'Imperatore Giuseppe II compì un viaggio nei propri domini nei Paesi Bassi cattolici, formalmente in incognito, sotto lo pseudonimo di "conte di Falkenstein". Ma la visita di un Imperatore in quelle provincie sino ad allora neglette, era qualcosa di nuovo ed imprevisto e la non comune personalità di Giuseppe II rese l'affare ancor più importante.
Il momento pareva propizio, in quanto, sin dal 1780, le Province Unite erano nella, per loro, disastrosa quarta guerra anglo-olandese. Cosicché notevole fu la preoccupazione all'Aia allorché giunsero indiscrezioni che testimoniavano una decisa ripresa di iniziativa: l'Imperatore avrebbe dichiarato Ostenda porto franco, annunciato un piano per imporre la riapertura della Schelda, concesso libertà di culto ai Protestanti.

### La denuncia del Trattato della Barriera
Il primo passo, tuttavia, riguardò la denuncia unilaterale del Terzo Trattato della Barriera. Il 7 novembre 1781 l'ambasciatore degli Stati Generali delle Province Unite a Bruxelles, venne informato che, essendo la barriera divenuta inutile per effetto dell'alleanza fra Austria e Francia, il governo imperiale aveva preso la decisione demolire la maggior parte delle fortezze dei Paesi Bassi cattolici, eccezion fatta per le sole Anversa, Ostenda e Lussemburgo; dalle Province Unite il governo imperiale si aspettava che dessero corrispondenti ordini alle proprie guarnigioni.
Gli Stati Generali dell'Aia dovettero far buon viso a cattivo gioco e, nel gennaio 1782, richiamarono le proprie guarnigioni (circa 6-7 000 uomini). Una mossa resa necessaria dal conflitto in corso con l'Inghilterra, che venne risentita, quale era, come una profonda umiliazione. Ciò benché la storiografia olandese abbia poi cercato di ridurne l'importanza con l'argomento che anche le Province Unite erano, in quel momento, alleate della Francia. Ma in realtà, ad essere in questione erano le servitù di diritto pubblico olandesi sui Paesi Bassi cattolici, dei quali l'occupazione delle fortezze della barriera costituivano simbolo e strumento.

### Un colpo di mano su alcuni dei forti ancora contestati
Tanto è vero che l'indubbio successo convinse Giuseppe II dell'opportunità di sfruttare ulteriormente la debolezza olandese.
Fra i mercanti di Amsterdam e Rotterdam si sparse il forte timore di una prossima azione per imporre la riapertura della Schelda, con la conseguente, e temutissima, rinascita del porto di Anversa.
Ma l'Imperatore decise di iniziare da un'altra questione aperta: la definizione dei confini fra le due parti dei Paesi Bassi, sui quali i due governi non si erano mai definitivamente intesi. Cominciò da una serie di forti di confine che gli Olandesi si erano rifiutati di evacuare: in particolare i forti di St. Donat, St. Paul e St. Job, che gli Olandesi avevano unito alle fortificazioni di Sluis ai sensi del Secondo Trattato della Barriera, ma, prima di allora, parte dei Paesi Bassi spagnoli. Accadde quindi che, nella notte fra il 3 ed il 4 novembre 1783, un reggimento imperiali uscito da Bruges occupò e demolì questi forti, dopo averne cacciate le guarnigioni olandesi. A marcare la riappropriazione territoriale, un cimitero olandese lì accanto venne profanato ed i corpi gettati in un vicino stagno.
A quel punto gli Stati Generali dell'Aia proposero un accomodamento, ma il governo imperiale di Bruxelles, di fronte all'ormai preclara debolezza olandese, non intendeva rinunciare ad alcuna richiesta.

### La 'guerra della marmitta'
La crisi giunse, quindi ed inevitabilmente, al suo culmine. Nel maggio 1784 Giuseppe II inviò agli Stati Generali dell'Aia un Sommario delle pretese (Tableau sommaire des prétentions), ovvero il rinnovo di tutte le questioni irrisolte: vi venivano ingiunte la cessione di territori nel Limburgo e nelle Fiandre Olandesi, la libertà di commercio dai porti belgi con le colonie olandesi. Soprattutto, era pretesa la libera navigazione della Schelda con connessa demolizione dei forti olandesi su quel fiume. Ma che quest'ultimo fosse quello veramente importante, lo chiarì lo stesso Imperatore, poco più tardi, dichiarando, di fronte ad un primo rifiuto olandese, che avrebbe rinunciato ad ogni altra pretesa, se gli Stati Generali delle Province Unite avessero consentito a riaprire la navigazione sulla Schelda. Tale pretesa era chiaramente in contrasto con gli esistenti trattati, e non aggirabile con un sofisma quale era stata la demolizione delle fortezze: tanto è vero che Giuseppe II la fondò esplicitamente sul diritto naturale alla navigazione; un principio che gli stati sono soliti invocare, allorché non possono appoggiarsi ad alcun cavillo giuridico.
Le Province Unite reagirono con fermezza, non potendo tollerare un'ulteriore grave umiliazione, dopo le due precedenti inferte loro dall'Imperatore e dall'Inghilterra, con l'umiliante e disgraziata guerra anglo-olandese. Perciò, accantonando mesi di resistenze, e accettarono una penosa pace con la Gran Bretagna, il 20 maggio 1784. Poi riarmarono le proprie poderose fortezze di confine. Cosicché, quando il 6 ottobre due convogli imperiali tentarono di forzare il blocco, gli Olandesi furono determinati nel bloccarli al mezzo della Schelda.
A questo punto, l'Imperatore aveva, finalmente, saggiato quale fosse il vero punto di resistenza olandese. E le due parti accettarono la mediazione della diplomazia francese di Luigi XVI, alleato di entrambe.

## Successo di Giuseppe II e suo tentativo di liberarsi dei Paesi Bassi

### Il secondo tentativo di scambio con la Baviera
Giuseppe II, tuttavia, non aveva alcun interesse ad accelerare la conclusione di un accordo: nel complesso, i quattro anni di azioni diplomatiche gli avevano permesso di ridurre di molto le servitù di diritto pubblico vantate dalle Province Unite. Né si poteva procedere oltre senza rischiare una grave crisi diplomatica con la Francia. Quindi, nell'ottica opportunistica ed espansionistica dell'Imperatore, era giunto il momento di portare tali miglioramenti all'incasso, rivitalizzando il vecchio piano di scambiare i Paesi Bassi cattolici con la Baviera, una provincia assai più prossima e preziosa a Vienna.
La proposta venne avanzata alla corte di Monaco alla fine del 1784 o all'inizio del 1785. Ancora una volta, si trattava di ottenere un bel pezzo di Baviera da Carlo Teodoro di Wittelsbach, in cambio dei Paesi Bassi austriaci e la corona di Re di Borgogna, all'uopo riesumata. Quale variante, il Ducato di Lussemburgo e la Contea di Namour (con le rispettive, grandi, fortezze) sarebbero stati ceduti alla Francia, per ottenerne il consenso.

### Una chiave di lettura dell'intera azione di Giuseppe II nei Paesi Bassi
Significativamente, Giuseppe II offriva i Paesi Bassi austriaci ivi compresi i vantaggi che l'Imperatore era in diritto di aspettarsi dagli Olandesi. Intendendosi, ovviamente, le cessioni che i delegati delle Province Unite avevano già promesso al tavolo del negoziato in corso
Un osservatore attento come il Koch segnala, al proposito, che: senza questa precauzione [intendi: l'abbattimento dei 'diritti olandesi'] lo scambio progettato avrebbe potuto incontrare l'opposizione, tanto delle Province Unite, che degli Stati Provinciali dei Paesi Bassi austriaci. In effetti, come si vedrà d'appresso, le Province Unite avrebbero rinunciato ad ogni diritto di ingerenza nei domini asburgici. E d'altra parte, i successi ottenuti avevano oggettivamente migliorato le condizioni delle province soggette.

## I Paesi Bassi da questione internazionale a questione di politica interna

### Secondo fallimento dello scambio con la Baviera
L'Imperatore si era, quindi, garantito il consenso dei Belgi, il silenzio dell'Aia, e, per soprannumero, il sostegno di San Pietroburgo. Mentre Londra era troppo impegnata a riparare i danni dell'appena perduta guerra d'indipendenza americana, per immaginare il coinvolgimento in una crisi continentale. Quanto a Parigi, questa era in stretta alleanza con Vienna sin dal 1756 ed il principale autore di questa alleanza, il Principe di Kaunitz, godeva ancora di grande influenza a corte. È probabilmente per questo che a Luigi XVI venivano offerte due piazzeforti particolarmente preziose, che avrebbero fortemente rinforzato il sistema del Pré carré.>
Mancava, soltanto, l'appoggio degli stati dell'Impero e proprio lì il piano fallì: Federico il Grande era assai ben conscio della preponderanza che la riunione della Baviera avrebbe dato alla casa d'Austria. Questa volta ricorse ad un'azione diplomatica: il 3 luglio 1785 creò, con Sassonia e l'Hannover (il cui monarca era anche re d'Inghilterra, ma qui agiva in qualità di sovrano tedesco) una 'Lega di Principi', cui, di seguito, si unirono l'elettore arcivescovo di Magonza Friedrich Karl Josef von Erthal e 14 altri principi minori.
Ciò significava il completo isolamento della casa imperiale nell'Impero. Uno scenario complessivamente troppo rischioso per non indurre Vienna a rinunciare al progettato scambio..

### I Paesi Bassi ai margini della politica estera imperiale
A quel punto, la politica estera di Giuseppe II mutò decisamente di scacchiere. Se ad occidente ogni iniziativa era stoppata dalla Francia e nell'Impero dalla Prussia, restava comunque aperto il vasto confine sud-orientale, verso l'Impero ottomano. Lì, per giunta, andavano le mire dell'unica altra potenza disposta a sostenere le mire espansive della corte di Vienna: l'Impero russo di Caterina la Grande.
Questo duplice vantaggio, determinò, si direbbe inevitabilmente, l'Imperatore all'alleanza con Caterina, con tanta convinzione da accettare di venir coinvolto nella guerra austro-russo-turca, cui gli eserciti austriaci seppero dare un fondamentale contributo.

### Trattato di pace con le Province Unite
Prima di agire ad oriente, tuttavia, occorreva disimpegnare le truppe dallo scacchiere occidentale: non v'era, quindi, più ragione per rimandare un accomodamento con le Provincie Unite. Esso venne fissato con il Trattato di Fontainebleau, firmato l'8 novembre 1785: le Province Unite mantenevano il blocco della Schelda e ottenevano la rinuncia di Giuseppe II ad ogni residuo diritto su Maastricht. Ma, in compenso, pagavano un riscatto di 9 500 000 fiorini, cedevano alcuni forti, accettavano dei confini definitivi.

### Formale cessazione del Trattato delle Barriere
Soprattutto, le parti pattuivano all'art.2 che il Trattato di Münster del 15 maggio 1648 serve da base al presente trattato e tutte le stipulazioni del detto trattato di Münster saranno conservate, salvo quanto esplicitamente derogato dal presente trattato: con esso la Spagna aveva riconosciuto l'indipendenza delle Province Unite, accettato il blocco della Schelda e la perdita delle grandi città meridionali, quali Breda, Bois-le-Duc e Maastricht. Tuttavia esso non conteneva traccia di quelle limitazioni al libero governo imperiale, poi inserite con il Terzo Trattato della Barriera del 1715 e che così pesantemente limitavano la sovranità dell'imperatore. Per giunta, l'intero Trattato di Fontainebleau veniva garantito dalla Francia che, quindi, implicitamente rinunciava ai diritti attribuitigli dalla Pace di Rastatt.
Insomma, detto art. 2 cancellava ogni diritto di ingerenza ottenuto dalle Province Unite successivamente al 1648 e, quindi, l'intero apparato del Terzo Trattato della Barriera, che aveva così gravemente menomato la sovranità asburgica. Ora Giuseppe II era libero di introdurre le riforme che avesse desiderato: in questo consisteva il principale, e notevole, risultato raggiunto dalla sua azione diplomatica.

### I Paesi Bassi al centro della politica interna imperiale
Quanto ai Paesi Bassi austriaci, se non potevano essere scambiati per la Baviera, essi erano destinati a rimanere nel patrimonio ereditario della Casa d'Austria, al pari di Boemia, Austria, Tirolo, Ungheria e Ducato di Milano. Conseguentemente, essi meritavano di godere delle medesime, radicali, riforme che Imperatore aveva già introdotto negli altri stati ereditari.
Peraltro, tale azione era, per la prima volta, possibile, in quanto i Paesi Bassi erano finalmente liberi dal grosso delle 'servitù olandesi', con confini riconosciuti e garantiti dal vicino francese. Quindi pienamente soggetti agli Asburgo.

## Conseguenze: la Rivoluzione del Brabante
È dunque come un naturale frutto dell'azione diplomatico-militare degli anni precedenti che debbono essere intese le riforme che l'Imperatore volle introdurre nei Paesi Bassi. Né era stato possibile introdurle prima, né sarebbe stato coerente con il sistema imperiale rimandarle a dopo.
Dette riforme, però, dettero un risultato ben diverso da quello che Giuseppe II si era prospettato: la forte resistenza degli Stati Provinciali dei Paesi Bassi cattolici, unito alla proverbiale intransigenza dell'Imperatore, scatenarono un'assai popolare rivolta, nota come Rivoluzione del Brabante, che provocò la cacciata del governo e dell'esercito imperiale ed un'effimera indipendenza di quelle province.